# St. Joseph (Pilaitė)
St. Joseph ist eine römisch-katholische Pfarrkirche im Vilniuser Ortsteil Pilaitė, Litauen. Sie wird seit 2016[veraltet] gebaut und ist Teil der Pfarrgemeinde St. Joseph mit 40.000 Einwohnern. Der Pfarrer ist Ričardas Doveika.

## Lage
Die Kirche befindet sich in der litauischen Hauptstadt und liegt im Vilniuser Nordwesten auf der Tolminkiemis-Straße (Tolminkiemio gatvė 4).

## Geschichte
1999 gründete man die Pfarrgemeinde St. Joseph in Pilaitė. Danach errichtete man eine Kapelle. Hier können nur bis zu 200 Menschen sitzen, obwohl von 300 bis 500 Menschen sonntags zur Heiligen Messe kommen.
Die Grundsteine einer Kirche wurden am 19. März 2016 gelegt und vom Vilniusser Erzbischof Gintaras Grušas gesegnet. Ein Grundstein kam aus der judäischen Wüste und wurde vom Weihbischof des Patriarchats Jerusalem gesegnet. Der zweite Stein wurde aus Nazareth gebracht. Vier Kapellen, 600 Sitzplätze werden in der Kirche eingerichtet werden. Die Fläche des Gebäudes wird 900 m² betragen. Die Architekten sind Litauer Kęstutis Akelaitis, Gintaras Čaikauskas und Marius Šaliamoras. Der Bau kostet von 3 bis 3,5 Mio. Euro. Einer der Mitstifter ist Unternehmer Antanas Guoga (* 1973). An der Kirche entstehen auch andere Gebäude (ein Gemeindezentrum, ein Seniorenzentrum, ein katholisches Kindergarten) und andere Bauten (ein Sportplatz sowie ein Parkplatz für 120 Autos).